# Humaan neutrofiel proteïne
Humane neutrofiele proteïnes (HNP) zijn anti-microbiële eiwitten en behoren tot de familie van de alfa-defensines. 
HNP's worden onder andere door neutrofielen geproduceerd en opgeslagen in granules in het cytoplasma. Na stimulatie van de neutrofielen door pathogenen of cytokine(s) worden deze granules uitgestoten en kunnen de HNP's hun werk doen. Er wordt verondersteld dat de HNP's zich als een soort wig in het celmembraan van het pathogeen vestigen en zo kanalen vormen die ervoor zorgen dat de interne huishouding (homeostase) van de doelcel verwoest wordt. Ook kunnen HNP's via receptoren andere cellen rekruteren om naar de ontsteking te migreren.